# Autoridad Bancaria Europea
La Autoridad Bancaria Europea o ABE (más conocida por sus siglas en inglés EBA, de European Banking Authority) es una agencia de la UE con funciones regulatorias con sede en París. Entre sus funciones se cuenta llevar a cabo pruebas de resistencia a los bancos europeos con miras a aumentar la transparencia del sistema financiero europeo así como identificar debilidades en la estructura de capital de los bancos. La ABE fue creada el 1 de enero de 2011, fecha en la cual heredó todas las tareas y responsabilidades del Comité de Supervisores Bancarios Europeos (CSBE). Tras el referéndum de salida de Reino Unido de la Unión Europea la agencia se trasladó de Londres a París.

## Descripción
La EBA tiene el poder de desautorizar a los reguladores nacionales si no regulan adecuadamente sus bancos. La EBA puede evitar el arbitraje regulatorio y debería permitir a los bancos competir de manera justa en toda la UE. La EBA evitará una carrera hacia abajo porque los bancos establecidos en jurisdicciones con menos regulación ya no tendrán una ventaja competitiva en comparación con los bancos ubicados en jurisdicciones con más regulaciones, ya que todos los bancos tendrán que cumplir con el estándar paneuropeo superior.

## Misión y funciones
La principal tarea de la ABE es contribuir, a través de la adopción de normas técnicas vinculantes (BTS) y directrices, a la creación del reglamento europeo único en la banca. El Rulebook único tiene como objetivo proporcionar un conjunto único de reglas prudenciales armonizadas para las instituciones financieras en toda la UE, ayudando a crear condiciones equitativas y proporcionando una gran protección a los depositantes, inversores y consumidores.
La Autoridad también desempeña un papel importante en la promoción de la convergencia de las prácticas de supervisión para garantizar una aplicación armonizada de las normas prudenciales. Finalmente, la EBA tiene el mandato de evaluar los riesgos y las vulnerabilidades en el sector bancario de la UE a través de, en particular, informes de evaluación de riesgos regulares y pruebas de estrés paneuropeas .
Otras tareas establecidas en el mandato de la EBA incluyen:
- investigar la supuesta aplicación incorrecta o insuficiente de la legislación de la UE por parte de las autoridades nacionales
- tomar decisiones dirigidas a autoridades competentes individuales o instituciones financieras en situaciones de emergencia
- mediar para resolver desacuerdos entre autoridades competentes en situaciones transfronterizas
- actuando como órgano asesor independiente del Parlamento Europeo, el Consejo o la Comisión.
- asumir un papel de liderazgo en la promoción de la transparencia, la simplicidad y la equidad en el mercado de productos o servicios financieros de consumo en el mercado interno.

Para llevar a cabo estas tareas, la ABE puede emitir una serie de documentos regulatorios y no regulatorios, tales como normas técnicas de carácter vinculante, directrices (guías), recomendaciones, opiniones y informes ad hoc o normales. Las Normas Técnicas Vinculantes (Binding Technical Standards o BTS) son actos jurídicos que especifican aspectos particulares de un texto legislativo de la UE (Directiva o Reglamento) y tienen por objeto garantizar una armonización coherente en áreas específicas. La ABE desarrolla un borrador de BTS que finalmente es respaldado y adoptado por la Comisión Europea. Contrariamente a otros documentos, como Directrices o Recomendaciones, las BTS son jurídicamente vinculantes y directamente aplicables en todos los Estados miembros.

## Common Reporting Framework
El denominado Common Reporting (COREP) es el estándar de remisión de información con relevancia prudencial emitido por la EBA en cumplimiento de la Directiva 2013/36/UE de requerimientos de capital. Comprende el riesgo de crédito, riesgo de mercado, riesgo operacional, fondos propios y el ratio de solvencia. Ha sido adoptado por unos 30 países europeos. Las instituciones supervisadas están obligadas a rellenar los informes COREP tanto en base individual como sonsolidades usando ficheros XBRL en taxonomías de arquitectura Eurofiling.

## Traslado de su sede
Como consecuencia del Brexit, la Comisión Europea planeó trasladar la ABE (junto con la Agencia Europea de Medicamentos) fuera del Reino Unido, para mantenerla dentro de la UE. Se presentaron un total de ocho candidaturas para acoger a la agencia: Bruselas, Dublín, Fráncfort, Luxemburgo, París, Praga, Viena y Varsovia. El 20 de noviembre de 2017 la ciudad de París fue elegida para albergar la ABE. En 2019 se alojó en la Tour Europlaza de La Défense.
| Ciudad     | País            | Ref.          |
| ---------- | --------------- | ------------- |
| Bruselas   | Bélgica         | [ 9 ]         |
| Dublín     | Irlanda         | [ 10 ]        |
| Fráncfort  | Alemania        | .             |
| Luxemburgo | Luxemburgo      | [ 13 ] [ 14 ] |
| París      | Francia         | [ 15 ]        |
| Praga      | República Checa | [ 16 ]        |
| Viena      | Austria         | [ 17 ]        |
| Varsovia   | Polonia         | [ 18 ]        |